# Hristijan Mickoski
Hristijan Mickoski, mac. Христијан Мицкоски (ur. 29 września 1977 w Skopju) – macedoński polityk, inżynier i nauczyciel akademicki, od 2017 przewodniczący Wewnętrznej Macedońskiej Organizacji Rewolucyjnej – Demokratycznej Partii Macedońskiej Jedności Narodowej (WMRO-DPMNE), od 2024 premier Macedonii Północnej.

## Życiorys
Absolwent wydziału mechanicznego Uniwersytetu Świętych Cyryla i Metodego w Skopju, na którym następnie się doktoryzował. W latach 2001–2002 pracował jako projektant, następnie został nauczycielem akademickim na macierzystej uczelni, w 2014 obejmując stanowisko profesorskie. W 2011 wykładał również na Uniwersytecie Technicznym w Wiedniu.
Zaangażował się w działalność polityczną w ramach centroprawicowej partii WMRO-DPMNE. Od 2015 był doradcą premiera Nikoły Gruewskiego do spraw energetyki. W 2016 powołany na dyrektora generalnego i przewodniczącego rady dyrektorów przedsiębiorstwa Ełektrani na Makedoniјa, państwowego koncernu energetycznego.
W lipcu 2017 został sekretarzem generalnym WMRO-DPMNE. W grudniu tego samego roku wybrano go na nowego przewodniczącego ugrupowania. W wyborach w 2024 koalicja skupiona wokół jego ugrupowania odniosła zwycięstwo, Hristijan Mickoski uzyskał wówczas mandat posła do Zgromadzenia Republiki Macedonii Północnej. 6 czerwca 2024 prezydent Gordana Siłjanowska-Dawkowa powierzyła mu misję utworzenia nowego rządu. 23 czerwca skład jego gabinetu został zatwierdzony przez parlament (77 głosami za przy 21 głosach przeciw), rozpoczynając tym samym urzędowanie.